# جان ویلمر پیرز
جان ویلمر پیرز (اسپانیایی: John Wilmar Pérez‎؛ زادهٔ ۲۱ فوریهٔ ۱۹۷۰) یک بازیکن فوتبال اهل کلمبیا است.

## تیم ملی
وی همچنین در تیم ملی فوتبال کلمبیا بازی کرده‌است.